# رافييل ليسميس
رافييل ليسميس (بالإسبانية: Rafael Lesmes)‏ (مواليد 9 نوفمبر 1926) هو لاعب كرة قدم. يلعب مع منتخب إسبانيا لكرة القدم. سبق له أن لعب في كأس العالم لكرة القدم مع منتخب بلاده.

## روابط خارجية
- رافييل ليسميس على موقع قاعدة بيانات كرة القدم.إي يو (الإنجليزية)
- رافييل ليسميس على موقع ناشيونال فوتبول تيمز (الإنجليزية)
- رافييل ليسميس على موقع Soccerway.com (الإنجليزية)